# Kalaha
Kalaha er et spil i mancala-familien. Mancala-spil stammer oprindeligt fra oldtidens Nordafrika. Man har fundet mancala-spil lavet af ler med små tilfældige sten, og man har fundet smukt udskårne spil i eksotiske træsorter og stenarter. Den variant af mancala som vi kender som Kalaha blev "opfundet", eller formaliseret, i 1940 af amerikaneren William Julius Champion Jr.
Spillet spilles af 2 spillere og består af 12 spilfelter og 2 målfelter. Hver spiller har 6 spilfelter og 1 målfelt. Spillet varer ca. 10 minutter. 

## Spilleplade
|                     | Spiller 1's side |   |   |   |   |   |   |   |                     |
| Spiller 1's målfelt | 0                | o | o | o | o | o | o | 0 | Spiller 2's målfelt |
| Spiller 1's målfelt | 0                |   |   |   |   |   |   | 0 | Spiller 2's målfelt |
| Spiller 1's målfelt | 0                | o | o | o | o | o | o | 0 | Spiller 2's målfelt |
|                     | Spiller 2's side |   |   |   |   |   |   |   |                     |

## Spillets gang
Før spillets start putter man seks kugler i hvert spilfelt. Der findes variationer hvor man bruger tre, fire eller fem kugler i hvert spilfelt.
På skift tager en spiller alle kuglerne fra et af sine felter og putter en i hvert af de efterfølgende felter mod uret rundt. Man putter i sit eget målfelt men ikke modstanderens. 
Ender den sidste kugle i ens eget målfelt, får man en ny tur.
Ender sidste kugle i et af ens egne spilfelter og er dette tomt, må man tage alle kuglerne i modstanderens spilfelt overfor og putte i ens eget målfelt. Derefter er turen slut.
Spillet slutter, når alle felter på ene side er tomme. Den spiller, som stadig har kugler på egne spilfelter, tager disse og putter dem i eget målfelt.
Vinderen er den der har flest kugler i målfeltet.